# 40 karabinów
40 karabinów (ang.  40 Guns to Apache Pass) – amerykański western z 1967 roku.

## Treść
Rok 1868. Obszar Arizony. Apacze pod wodzą Cochise'a stają się coraz większym zagrożeniem dla białych. Kapitan kawalerii Bruce Coburn (Audie Murphy) i jego oddział mają za zadanie eskortować nowych osadników, jednak w drodze do obozu zostają napadnięci przez Indian. Ginie jeden z mężczyzn, a jego synowie Mike (Michael Blodgett) i młodszy Doug (Michael Burns) zaciągają się do oddziału Coburna.
Żołnierzom brakuje broni, dlatego z niecierpliwością czekają na transport 40 nowoczesnych karabinów powtarzalnych. Wkrótce kapitan Bruce Coburn otrzymuje nowe zadanie. Ma odebrać te karabiny i przewieźć je przez Przełęcz Apache do fortu kawalerii, uważając by nie wpadły w ręce wroga. Okazuje się, że w oddziale znajdują się zdrajcy, którzy chcą ukraść cenną broń i sprzedać Indianom.

## Obsada
- Audie Murphy - kapitan Bruce Coburn
- Michael Burns - Doug Malone
- Kenneth Tobey - kapral Bodine
- Laraine Stephens - Ellen Malone
- Robert Brubaker - sierżant Walker
- Michael Blodgett - Mike Malone
- Michael Keep - Cochise
- Kay Stewart - Kay Malone
- Kenneth MacDonald - Harry Malone
- Byron Morrow - pułkownik Homer E. Reed
- Ted Gehring - Barratt
- Willard W. Willingham - Fuller
- James Beck - Higgins